# 正明寺村
正明寺村（しょうみょうじむら）は、かつて新潟県佐渡郡にあった村。

## 地理
- 島嶼：佐渡島

## 沿革
- 1889年（明治22年）4月1日 - 町村制施行に伴い加茂郡正明寺村が村制施行し、正明寺村が発足。
- 1896年（明治29年）4月1日 - 郡の統合により佐渡郡に所属[1]。
- 1901年（明治34年）11月1日 - 佐渡郡新穂村、大野村、長畝村、潟上村、田野沢村、国中村（一部）と合併し、新穂村を新設して消滅。